# Ulee Tutue Raya
Ulee Tutue Raya is een bestuurslaag in het regentschap Pidie van de provincie Atjeh, Indonesië. Ulee Tutue Raya telt 1341 inwoners (volkstelling 2010).